# Вільгельм I (герцог Васконії)
Вільгельм I (фр. Guillaume, д/н — 848) — герцог Васконії в 846—848 роках.

## Життєпис
Походження достеменно невідоме. Напевне з франкської знаті. Висловлюється думка, що міг бути сином Бернара, графа Ажена. У 846 році Піпін II, король Аквітанії, після загибелі Семена II призначив Вільгельма герцогом Васконії та графом Бордо. Останній вимушений був боротися проти норманів, що 847 року атакували Бордо та з Саншем II, союзником Карла Лисого, суперника Піпіна II.
На допомогу Вільгельму I було спрямовано Вільгельма, графа Тулузи (тому інколи цих Вільгельмів помилково розглядають як одну особу). Проте обидва Вільгельми зазнали поразок від норманів. Цим скористався Санш II, який 848 року завдав рішучої поразки Вільгельму I, що загинув. В результаті Санш II зайняв Бордо.

## Родина
- Раймон (д/н—після 875)
- Амуна, дружина Гарсії II, герцога Гасконі